# Referendum konstytucyjne we Francji w 1802 roku
Referendum we Francji w 1802 roku zostało przeprowadzone w celu poddania pod głosowanie nowej konstytucji wprowadzającej Konsulat i czyniącej Napoleona Bonaparte I Konsulem. W głosowaniu wzięło udział ponad 50,55% uprawnionych do głosowania.
| Wyniki           | Liczba głosów |
| ---------------- | ------------- |
| Głosów za        | 3'568'885     |
| Głosy przeciw    | 8'374         |
| % Głosów za      | 99,76%        |
| % Głosów przeciw | 0,24%         |